# Robby Ginepri
Robby Louis Ginepri (n. 7 octombrie 1982 la Fort Lauderdale, Florida) este un jucător profesionist american de tenis.
1. 1 2  Association of Tennis Professionals website[*] Verificați valoarea |titlelink= (ajutor)